# Tom Scott (musicien)
Pour les articles homonymes, voir Scott et Tom Scott.
Tom Scott est un saxophoniste et compositeur de jazz et aussi acteur américain né le 19 mai 1948 à Los Angeles, Californie (États-Unis). Il était un membre des Blues Brothers et le meneur du groupe de jazz fusion L.A. Express.

## Biographie
Il est le fils du compositeur Nathan Scott (1915-2010). Sa carrière de musicien est très riche et variée. Il a ainsi joué du lyricon, un instrument à vent électronique sur Billie Jean de Michael Jackson. 
Pour des enregistrements en solo, il a été nommé treize fois aux Grammy Awards et en a remporté trois. Il a participé à la bande-son de nombreux films et téléfilms.
Il apparaît également sur des chansons des Beach Boys, Blondie (Rapture), Grateful Dead, George Harrison, Whitney Houston (Saving All My Love for You), Quincy Jones, Carole King, Richard Marx (Children of the Night), Paul McCartney, Joni Mitchell, Eddie Money, Olivia Newton-John, Pink Floyd, Helen Reddy, Frank Sinatra, Steely Dan (Black Cow), Steppenwolf, Rod Stewart (Da Ya Think I'm Sexy?),james"j.t."taylor(Will be Together).

## Filmographie

### Comme compositeur
- 1971 : Cannon (série télévisée)
- 1972 : The Culpepper Cattle Co.
- 1972 : La Conquête de la planète des singes (Conquest of the Planet of the Apes)
- 1972 : Les Rues de San Francisco (The Streets of San Francisco) (série télévisée)
- 1973 : Firehouse (TV)
- 1973 : Trouble Comes to Town (TV)
- 1973 : Barnaby Jones (série télévisée)
- 1973 : Class of '63 (TV)
- 1974 : Uptown Saturday Night (en)
- 1974 : The Nine Lives of Fritz the Cat
- 1975 : Baretta (série télévisée)
- 1975 : Black Bart (TV)
- 1975 : Sidecar Racers
- 1976 : Twin Detectives (TV)
- 1977 : Starsky et Hutch (TV)
- 1977 : Aspen (feuilleton TV)
- 1980 : Faut s'faire la malle (Stir Crazy)
- 1981 : Why Us? (TV)
- 1981 : L'Impitoyable organisation (Our Family Business) (TV)
- 1982 : La Folie aux trousses (Hanky Panky)
- 1983 : Going Berserk
- 1984 : Rock Star (Hard to Hold)
- 1984 : Blame It on the Night
- 1985 : Fast Forward (en)
- 1985 : Garçon choc pour nana chic (The Sure Thing)
- 1985 : Just One of the Guys
- 1985 : The Steel Collar Man (TV)
- 1985 : Family Ties Vacation (TV)
- 1985 : Badge of the Assassin (TV)
- 1986 : Soul Man
- 1987 : Hot Pursuit
- 1987 : Not Quite Human (TV)
- 1988 : Run Till You Fall (TV)
- 1988 : The Absent-Minded Professor (TV)
- 1989 : Mothers, Daughters and Lovers (TV)
- 1989 : Final Notice de Steven Hilliard Stern (téléfilm)
- 1990 : Le Bluffeur (Shannon's Deal) (série télévisée)
- 1992 : Shakes the Clown
- 1993 : Percy & Thunder (TV)
- 1994 : Belle de nuit (Deconstructing Sarah) (TV)
- 1995 : A Mother's Prayer (TV)
- 1996 : Drôle de maman (An Unexpected Family) (TV)
- 1998 : The 50th Annual Primetime Emmy Awards (TV)
- 1998 : Une vie inattendue (An Unexpected Life) (TV)
- 1999 : The 51st Annual Primetime Emmy Awards (TV)
- 1999 : Arista Records' 25th Anniversary Celebration (TV)
- 2003 : The Nick at Nite Holiday Special (TV)

### Comme acteur
- 1973 : Le Loup-garou de Washington (The Werewolf of Washington) : Reporter
- 1974 : Le Parrain noir de Harlem (The Black Godfather) : Newscaster
- 1979 : Backstairs at the White House (feuilleton TV) : Roach
- 1992 : Shootfighter: Fight to the Death : Bodyguard
- 1998 : Une vie inattendue (An Unexpected Life) (TV) : Band Member

À noter : Tom Scott, membre d'origine des Blues Brothers, n'apparaît pas dans le film du même nom, en 1980.